# Roth (près Stromberg)
Pour les articles homonymes, voir Roth.
Roth est une municipalité allemande située dans le land de Rhénanie-Palatinat et l'arrondissement de Bad Kreuznach.